# Ordre de Boyacá
L'ordre de Boyacá est une décoration de la république de Colombie créée par le « Libertador » Simón Bolívar en reconnaissance aux combattants qui ont participé à la campagne libératrice de 1819. La première réception de l’ordre fut sur la Plaza Mayor de Bogota le 18 septembre 1819, jour de la célébration du triomphe de Boyacá. L’ordre de Boyaca est le principal ordre national de Colombie que le gouvernement colombien accorde aux militaires et aux civils qui se sont illustrés par leur service à la patrie, ainsi qu'aux personnalités étrangères amies de la Colombie. Chaque année, le 7 août, les membres de l’ordre de Boyacá se réunissent pour rendre un hommage aux pères de la patrie et aux membres décédés qui ont reçu l’ordre.

## Catégories

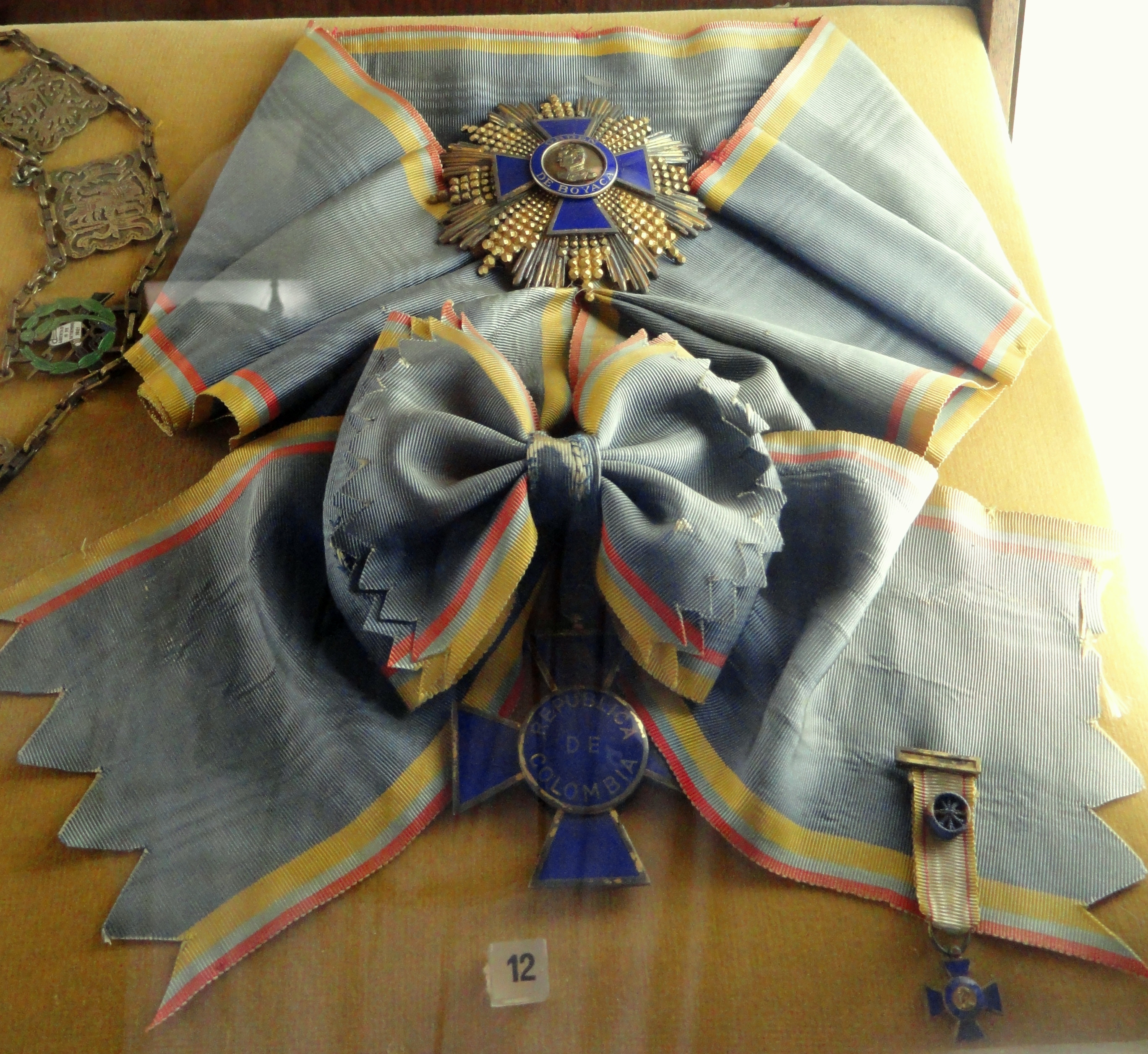
Grand-croix du président brésilien Juscelino Kubitschek, mémorial JK, Brasilia, Brésil.

L’ordre de Boyacá (1819) est le premier ordre de la république de Colombie. L'ordre est divisé en sept classes réparties en différentes catégories :
- Pour les chefs d’états, ministres, diplomates et généraux des divisions et de brigades : la Cruz de Boyacá Extraordinaria en or;
- Pour les chefs d’états : la Gran Cruz Extraordinaria avec une broche d’émeraude;
- Pour les officiers supérieurs : la Cruz de Boyacá de Première Classe;
- Pour les officiers : la Cruz de Boyaca de Deuxième Classe;
- Pour les officiers subalternes : la Cruz de Boyacá de Troisième Classe.

À partir de 1950, on distingue l’ordre militaire et l’ordre civil, la première se démarquant de la seconde par le ruban. Les autres distinctions sont la Gran Cruz, la Cruz de Plata, la Cruz de Comendador, la Cruz de Oficial, la Cruz de Caballero et enfin la Placa de Gran Oficial.

## Personnes décorées

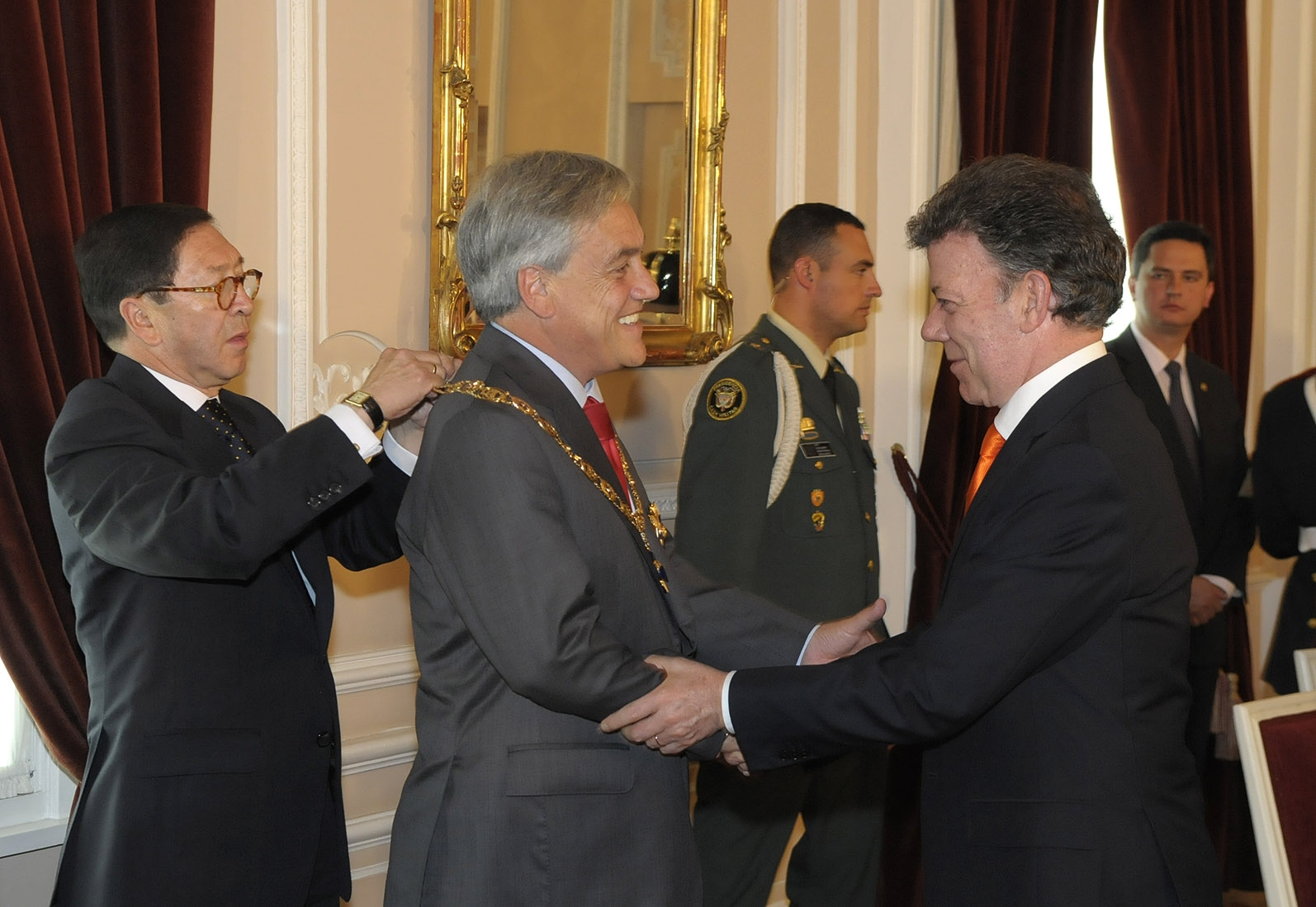
Le président chilien Sebastián Piñera décoré de l'ordre de Boyacá par le président Juan Manuel Santos, le 24 novembre 2010.

- Liste non exhaustive

| Pays                          | Nom                                                | Année           |
| ----------------------------- | -------------------------------------------------- | --------------- |
| Drapeau de la Colombie        | Juan N. Corpas (es)                                | 1938            |
| Drapeau de la Colombie        | Hector José Botero Tobón                           | 1952            |
| Drapeau de la Colombie        | Jaime Aparicio                                     | 1954            |
| Drapeau de la Colombie        | León de Greiff                                     | 1965            |
| Drapeau de la Colombie        | Carlos Viecco                                      | 1971            |
| Drapeau de la Colombie        | Argelino Durán Quintero (es)                       | 1974            |
| Drapeau de la Colombie        | Pedro Nel Gómez                                    | 1976            |
| Drapeau de l'Allemagne        | Leopoldo Rother (es)                               | 1977            |
| Drapeau de la Colombie        | Jorge Villamil (es)                                | 1978            |
| Drapeau de l'Espagne          | Juan Carlos Ier d'Espagne                          | 1978            |
| Drapeau de la Colombie        | Luis Herrera                                       | 1987            |
| Drapeau de la Colombie        | Hernán Echavarría Olózaga (es)                     | 1992            |
| Drapeau de la Colombie        | Rodolfo Llinás                                     | 1992            |
| Drapeau de la Colombie        | Diana Turbay                                       | 1992 (posthume) |
| Drapeau de la Colombie        | Álvaro Mutis                                       | 1993            |
| Drapeau du Canada             | Lauchlin Currie (es)                               | 1993            |
| Drapeau de la Colombie        | Francisco Maturana                                 | 1994            |
| Drapeau de la Colombie        | Juan Pablo Montoya                                 | 1999            |
| Drapeau du Pérou              | Alejandro Toledo                                   | 2004            |
| Drapeau de la Colombie        | Julio Mario Santo Domingo (es)                     | 2004            |
| Drapeau de la Colombie        | Luis Carlos Sarmiento Angulo (es)                  | 2004            |
| Drapeau de la Colombie        | Cour suprême de justice                            | 2006            |
| Drapeau de la Colombie        | Rafael García Herreros (es)                        | 2009 (posthume) |
| Drapeau de la Colombie        | Adolfo Arango Montoya                              | 2010            |
| Drapeau de la Colombie        | Juan Gómez Martínez (es)                           | 2010            |
| Drapeau de la Colombie        | Juan Manuel Santos                                 | 2010            |
| Drapeau de la Colombie        | Jose Acevedo (es) et Gabriel Harry                 | 2010            |
| Drapeau de la Colombie        | Fabio Echeverri Correa                             | 2010            |
| Drapeau de la Colombie        | Reinaldo Cabrera Polanía et Camilo Cabrera Polanía | 2010            |
| Drapeau du Chili              | Sebastián Piñera                                   | 2010            |
| Drapeau de la Colombie        | Radamel Falcao García                              | 2011            |
| Drapeau de la Colombie        | Diego Arbelaez                                     | 2011            |
| Drapeau de l'Espagne          | Fernando Fernández                                 | 2011            |
| Drapeau de la Grande-Bretagne | Tony Blair                                         | 2011            |
| Drapeau de la Colombie        | Gabriel Restrepo Suárez                            | 2011            |
| Drapeau de la Colombie        | Mariana Pajón                                      |                 |
| Drapeau de la Colombie        | Diana Trujillo                                     | 2021            |

## Autres distinctions
La république de Colombie possède également deux autres ordres nationaux à savoir l'ordre de Saint-Charles (1954) et l'ordre du Mérite (1981). De nombreux ordres ministériels existent.